# William Leete Stone Sr.
assinatura
William Leete Stone (New Paltz, 20 de abril de 1792 (ou 1793 Esopus, Nova York) - Saratoga Springs, 15 de agosto de 1844 ), conhecido como Coronel Stone, foi um influente jornalista, editor, autor e público. oficial na cidade de Nova York . Seu nome também aparece como "Leet".